# Ira Remsen
Ira Remsen (ur. 10 lutego 1846 w Nowym Jorku, zm. 4 marca 1927 w Carmel-by-the-Sea) – amerykański chemik, odkrywca sacharyny. 
Ira Remsen urodził się w Nowym Jorku, w rodzinie potomków holenderskich osadników. Uczęszczał do lokalnych szkół, a także na popularyzatorskie wykłady prowadzone przez Roberta Doremusa w Instytucie Coopera. W 1867 ukończył studia lekarskie na Uniwersytecie Columbia, nie podjął jednak praktyki lekarskiej, ale wyjechał do Niemiec, aby studiować chemię. 
Początkowo pracował na Uniwersytecie Monachijskim, gdzie współpracował z Jacobem Volhardem. Volhard przedstawił go Justusowi von Liebigowi, który zaprosił go na Uniwersytet w Getyndze. Tam pracował pod kierownictwem Rudolpha Fittiga, uzyskując stopień doktora w 1870 roku . W tym samym roku Fittig uzyskał stanowisko profesora na Uniwersytecie w Tybindze i zaproponował Remsenowi posadę asystenta. Doktorantem Fittiga był w tym czasie William Ramsay.
W czasie pobytu w Tybindze, Remsen prowadził badania nad kwasem piperynowym i piperynolowym. Zajmował się również związkami sulfonowymi, np. obserwował efekty sulfonowania kwasu benzoesowego za pomocą dymiącego kwasu siarkowego.
W 1872 roku Remsen wrócił do Stanów Zjednoczonych i podjął pracę jako profesor chemii i fizyki na Williams College. Opublikowane przez niego książki, w tym tłumaczenie "Chemii organicznej" Friedricha Wöhlera oraz "Chemia teoretyczna" zwróciły uwagę Daniela Coita Gilmana, poszukującego kadry profesorskiej do tworzonego wówczas Uniwersytetu Johnsa Hopkinsa. Remsen pracował tam jako profesor chemii (1876–1913) oraz dyrektor laboratorium chemicznego (1876–1908). W latach 1887-1901 pelnił funkcję sekretarza Rady Akademickiej, od 1901 do 1913 roku - prezydenta uniwersytetu . 
Założył oraz redagował czasopismo American Chemical Journal, w nim opublikował m.in. odkryty wraz z Constantinem Fahlbergiem imid kwasu o-sulfobenzoesowego, znany pod nazwą handlową sacharyna . 
Ira Remsen ożenił się w 1875 z Elizabeth H. Mallory, córką nowojorskiego kupca. Mieli dwóch synów: Ira Mallory Remsen (1876-1928) został malarzem i scenarzystą, a Charles M. Remsen - chirurgiem.

## Wyróżnienia i nagrody
- Medal Priestleya (1923)